# Woodfordia superciliosa
El anteojitos de Woodford (Woodfordia superciliosa) es una especie de ave paseriforme de la familia Zosteropidae endémica de las isla Rennell, perteneciente a las islas Salomón. Su nombre conmemora a su descubridor, el naturalista británico Charles Morris Woodford (1852-1927).

## Distribución y hábitat
El anteojitos de Woodford es endémico de la isla de Rennell, en el sur del archipiélago de las islas Salomón, en el océano Pacífico. Su hábitat natural son los bosques húmedos tropicales isleños.